# Salvo-palota
A Salvo-palota (spanyolul: Palacio Salvo) az uruguayi főváros, Montevideo egyik nevezetes műemléke.

## Története
A palotát a textiliparból meggazdagodott Salvo testvérek, Ángel, José és Lorenzo építtették: az építkezés 1923-ban kezdődött, a kész palotát pedig 1928. október 12-én adták át. A Mario Palanti olasz építész által tervezett létesítmény elkészülte után egész Dél-Amerika legmagasabb építménye lett, ám ezt a „címet” csak 1935-ig birtokolta, mert akkor Buenos Airesben felépült a még magasabb Kavanagh-épület. Mivel az építkezéshez akkoriban különlegesnek számító technológiákra volt szükség, ezért a Dyckerhoff & Widmann céggel kötöttek szerződést, ami a specialistának számító Adolf Hartschuh mérnököt bízta meg a szerkezeti tervek elkészítésével. Az építkezéshez carrarai márványt, német gránitot, valamint a nyílászárókhoz kaukázusi tölgyfát is felhasználtak.
A palotában mintegy 400 lakás és iroda kapott helyet, de működött itt étkező, táncterem, színház (egy föld alatti szinten), szálloda és biliárdklub is. Összesen körülbelül 2000 embernek adott otthont. Kezdetben tetejére egy hatalmas parabolatükröt is felszereltek, amellyel akár 100 km-re is lehetett fényjelzéseket adni. A terv az volt, hogy ennek segítségével kommunikálni lehessen akár a Buenos Airesben található, hasonló tükörrel felszerelt, szintén Palanti által tervezett Barolo-palotával is.
A palotát 1996-ban nemzeti műemlékké nyilvánították.

## Leírás
A Salvo-palota Montevideo belvárosában, a Függetlenség tér keleti oldalán helyezkedik el. Északon a város főutcájának is tekintett Július 18. út, míg keleten az Andes utca határolja. A 33,5 m × 53,7 m-es területen létesült épület 31-szintes, különböző források szerint 105–115 méter magas, de a szintek közül csak 26 van a földfelszín felett, és közülük is 16 a toronyban helyezkedik el.
Az épület helyén egykor a La Giralda nevű kávéház állt, ahol 1917-ben először mutatták be Gerardo Matos Rodríguez híres tangóját, a La Cumparsitát. Ennek emlékére ma a palotában tangómúzeum működik.

## Képek

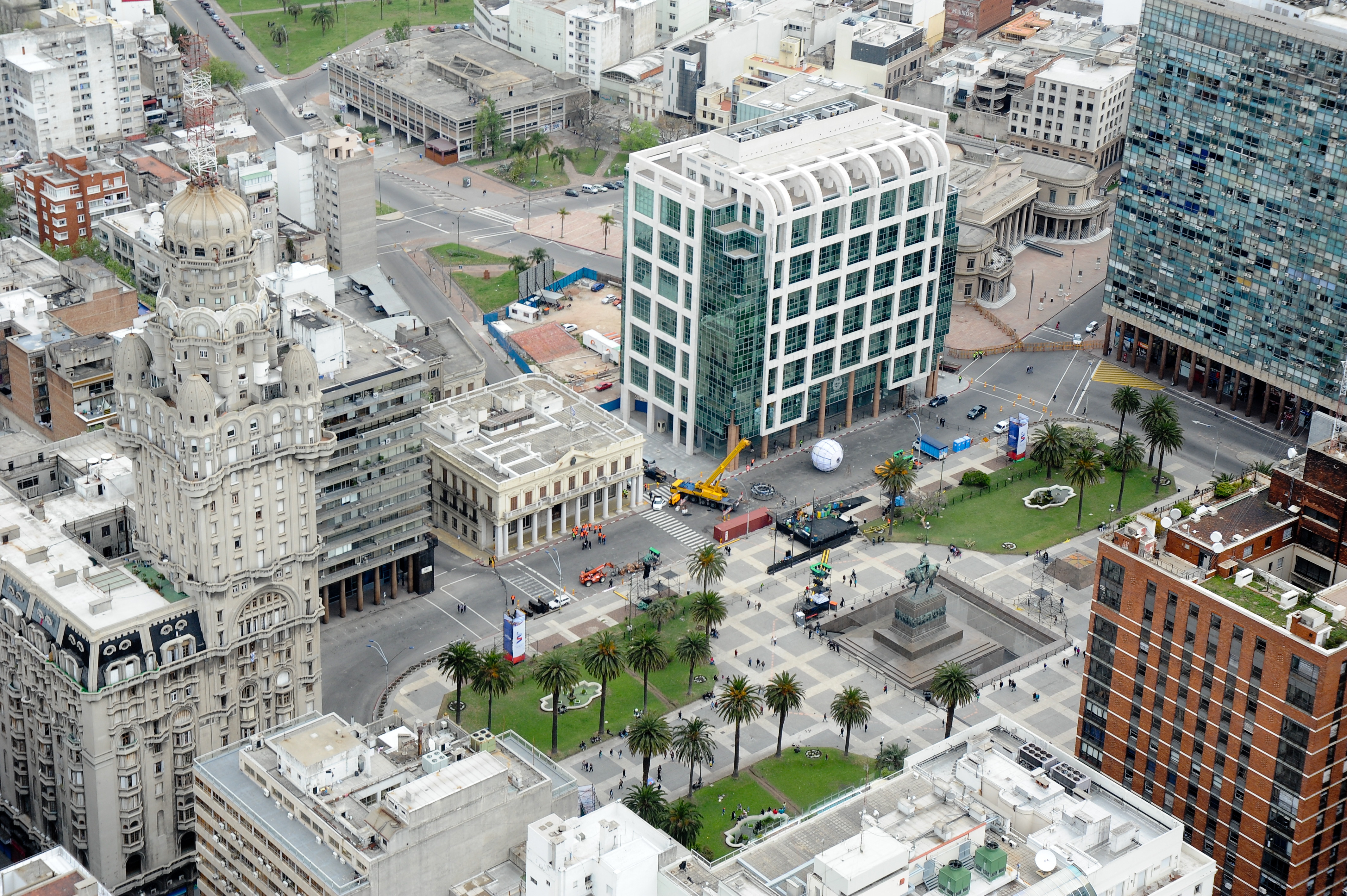
A Függetlenség tér, bal oldalon a palotával
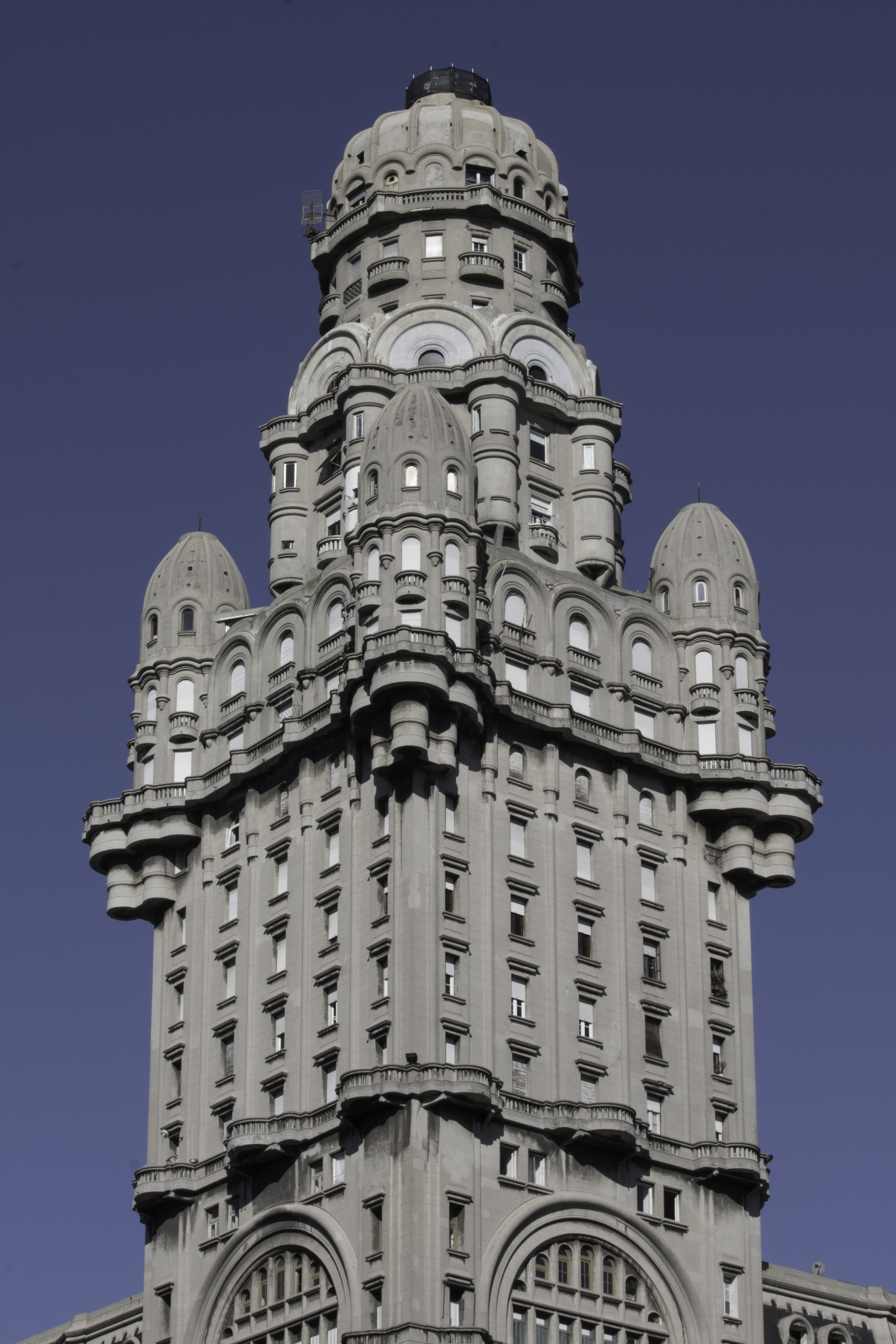
A torony
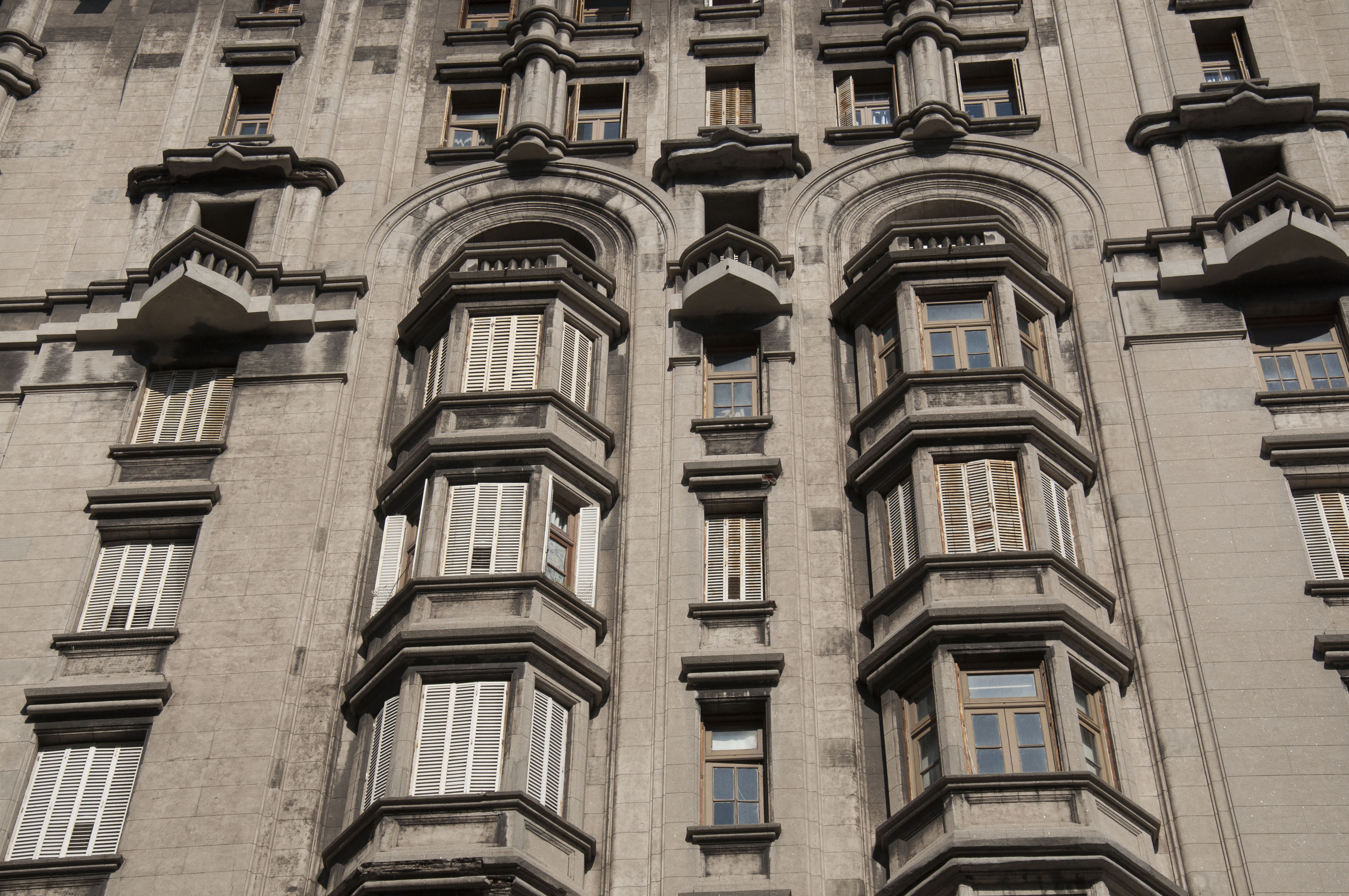
Részlet a homlokzatból
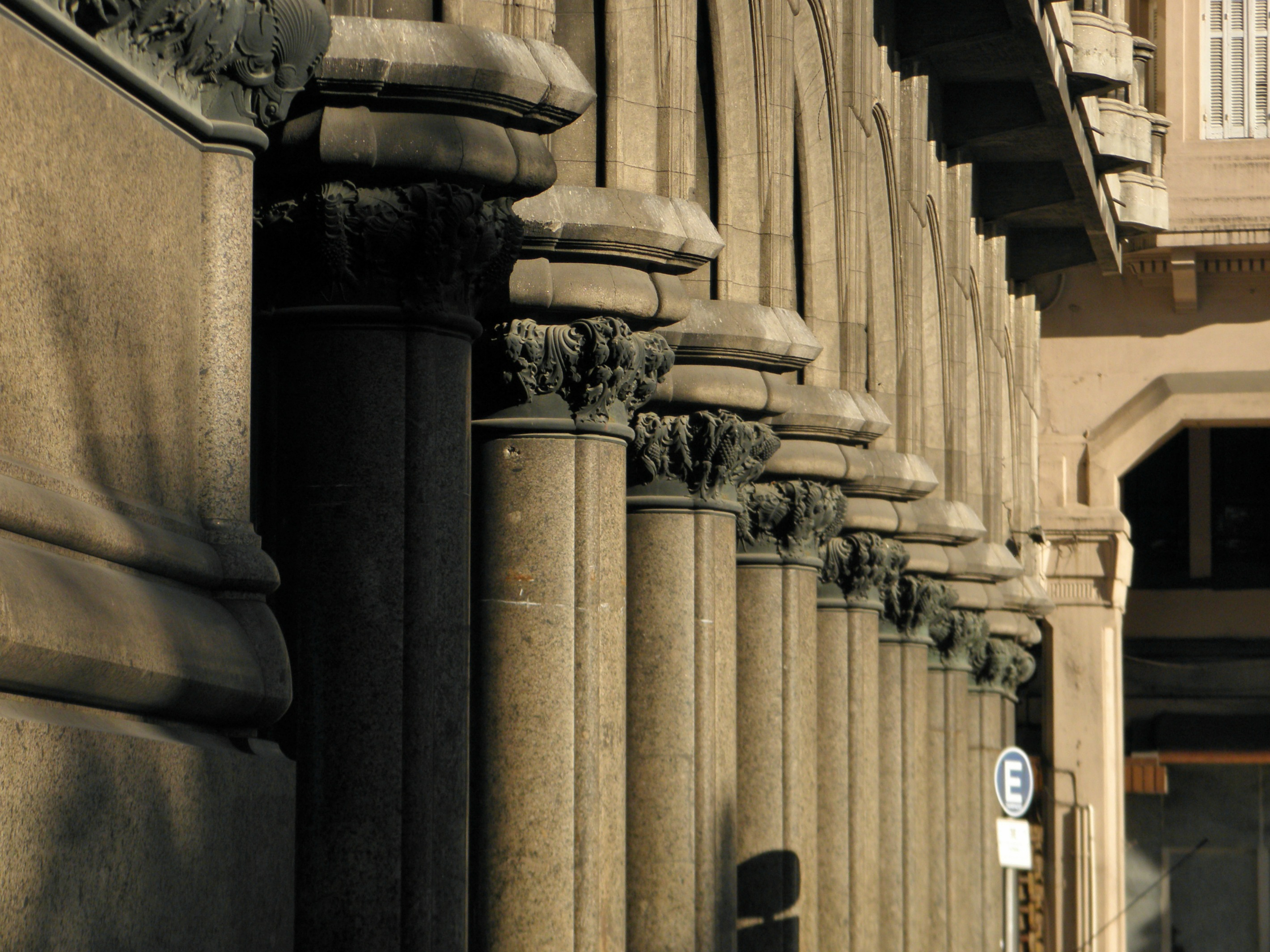
Oszlopsor
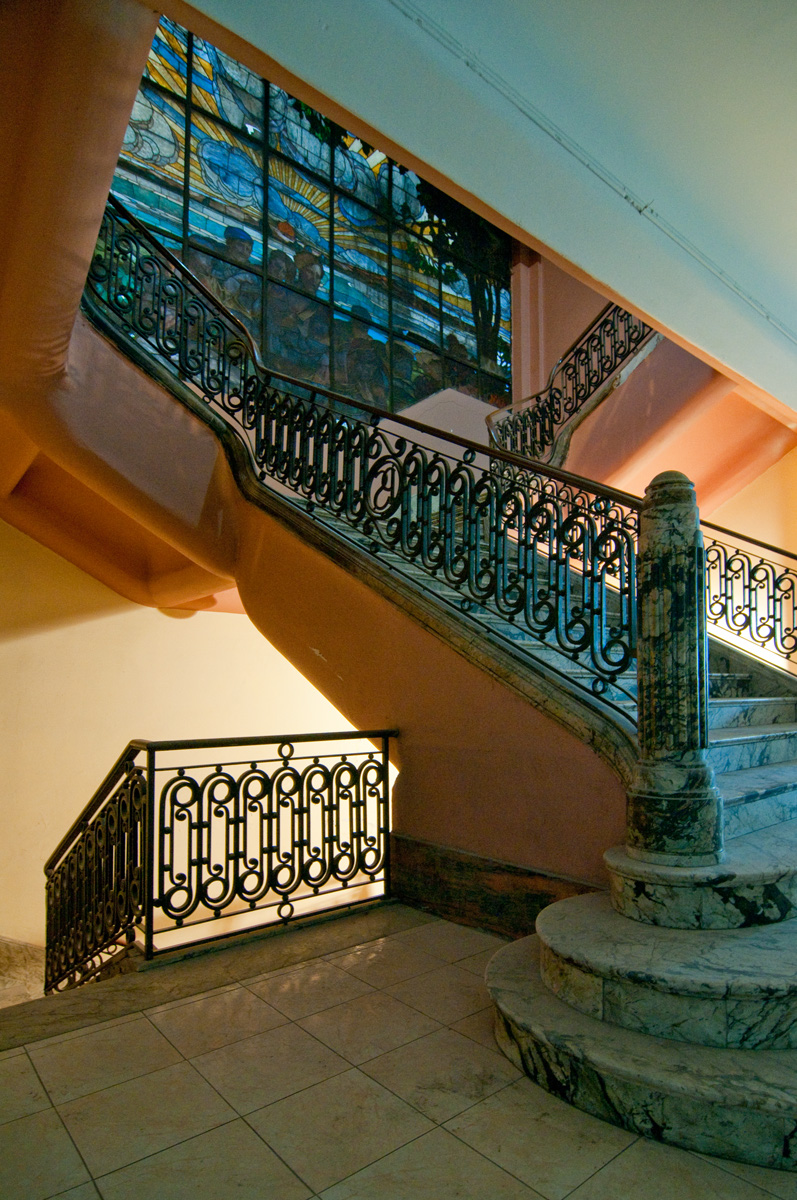
Lépcsőház